# Heinz Binder
Heinz Binder (* 29. Jänner 1943 in Wien; † 28. April 2024) war ein österreichischer Fußballspieler und -trainer.

## Karriere
Heinz Binder machte sich vor allem als Abwehrspieler auf der Stopper-Position einen Namen, konnte aber auch ebenso gut im Mittelfeld aushelfen. Als ruhiger und bescheidener Spieler beschrieben, begann seine Karriere bei der SV Donau Wien, der er als Elfjähriger beitrat. 1958 übersiedelte er zur FS Elektra Wien, bei der er zu seinen ersten Einsätzen in der zweitklassigen Regionalliga Ost kam. Letztlich wurde er 1963 von der Wiener Austria engagiert und spielte die folgenden vier Jahre in der Meisterschaft für die Veilchen.
Heinz Binder schrammte als Vizemeister und ÖFB-Cupfinalist 1964 zwei Mal an einem Titelgewinn vorbei, beim Cupsieg 1967 stand bereits sein Nachfolger Johann Frank auf dem Platz. Dennoch war die Austria-Zeit für den Verteidiger recht erfolgreich, denn er konnte sich in die Nationalmannschaft spielen und sich nach gelungenem Debüt beim 3:2 gegen Jugoslawien am 27. September 1964 nachdrücklich für das Team empfehlen. Insgesamt kam er bis 1966 auf neun Einsätze für Österreich, die WM-Qualifikation '66 misslang allerdings.
1967 folgte der Wechsel zum FC Wacker Innsbruck, bei dem Heinz Binder letztlich nach dem Cupsieg 1970, 1970/71 und mittlerweile als SSW Innsbruck 1971/72 österreichischer Meister werden konnte. Nach diesen Erfolgen verließ Heinz Binder Innsbruck Richtung Donawitzer SV Alpine, wo er sich mit den Steirern in der oberen Hälfte der Tabelle etablieren konnte. Die Zehnerligareform 1974 brachte allerdings den Abstieg in die Nationalliga. Dennoch kehrte Heinz Binder noch einmal in den Erstligafußball zurück, 1975 bis 1977 spielte er noch als Stammkraft für den GAK, verpasste gar in seiner letzten Bundesligasaison nicht eine einzige Spielminute.
Als Trainer war er für Wacker Innsbruck, DSV Leoben und den GAK tätig.
Heinz Binder starb Ende April 2024 im Alter von 81 Jahren. Er wurde am Kagraner Friedhof bestattet.

## Erfolge
- 2 × Österreichischer Meister: 1971, 1972
- 1 × Österreichischer Cupsieger: 1970

- 9 Spiele für die österreichische Fußballnationalmannschaft von 1964 bis 1966